# ストレイテナー
ストレイテナー（STRAIGHTENER）は、日本のロックバンド。所属事務所はピンナップスアーティスト。レーベルはVirgin Music。略称は「テナー」。
バンド名には「真っ直ぐにする人」という意味がある。

## 概要
- 1998年に、中学生時代からの幼馴染であったホリエアツシ（ボーカル・ギター）とナカヤマシンペイ（ドラムス）を中心に結成。当初二人体制だったのは、ジョン・スペンサーを励みに、ベースレスでも良いライブは出来るという考えがあったからだという[4]。
- 2003年10月16日にシングル「TRAVELING GARGOYLE」でメジャーデビュー。
- 2004年に「ROCK IN JAPAN FESTIVAL」、2006年には「FUJI ROCK FESTIVAL」に初出演を果たす。2009年には初の日本武道館ライブを行った。
- 当初はホリエとナカヤマの2人体制で活動していたが、2003年にベースの日向秀和（元ART-SCHOOL）がサポートとして参加し、翌年の2004年に加入。2008年には同じく元ART-SCHOOLの大山純がギターとして加入し、現在は4人体制である。
- 2012年10月、15枚目のシングル「From Noon Till Dawn」がテレビ東京系ドラマ『勇者ヨシヒコと悪霊の鍵』のオープニングテーマに起用。初のドラマ主題歌タイアップとなる。
- 2017年8月 オフィシャルモバイルファンクラブサイト「テナモバ」を開設。
- 2017年9月　公式LINEアカウントとLINE BLOGを開設[5]。

## メンバー
- ほりえ あつし（1978年7月8日 - ）
  - 長崎県長崎市出身。ほとんどの楽曲で作詞作曲を手がけている。また、FULLARMOR、entとしても活動している。

- なかやま しんぺい（1978年5月9日 - ）
  - 長崎県長崎市出身。通称「シンペイテナー」。使用ドラムのメーカーはPearl。多くの楽曲でコーラスを担当している。
  - 2歳上の姉と5歳下の妹がいる。
  - 中学の部活はホリエアツシ共に水泳部。
  - 海星高等学校出身。友達もおらず男子校であったが彼女はいた。
  - THE PREDATORSでも活動していたが、2008年多忙のため脱退。山賊で多忙だったと2018年に明かしている。
  - 2009年に大山と共にサイド・プロジェクトanother sunnydayを始動。2011年にメンバーが加入し、バンドとして活動していたが、2017年に脱退。
  - 絵が得意でジャケットデザインも手掛けている。バンドの作品でイラストレーターとしてクレジットされている中山美六堂の正体は彼である（近年は本名で紹介されている）。また、山賊名義[6]で執筆したウェブコミック『やさぐれぱんだ』は三度にわたり映像化された。
  - モンスターハンターシリーズの愛好者であり、シリーズの総プレイ時間は1000時間を越えるという[7]。2012年5月4日に開催されたイベント「モンハンぴあ感謝祭 〜運と実力を兼ね備えたハンターは誰だ!?〜」での、2人1組でのタイムアタック形式で行われた芸能人同士の対戦では、SCANDALのMAMIとチーム「ギターとドラム」として出場し、準優勝という成績を残している[8]。
  - 以前は長髪がメインだったが、現在は若干短めの髪型になっている。髪はバンドのヘアメイク担当の人に切ってもらっており、自身が長髪だったということもあって、10年近くも美容室というものに行っていないという[9]。
  - AKB48のファンであるようで、自身のTwitterでもAKBについて触れることがある[10][11]。冗談か本当かは不明だが、前述の髪型についても「ちなみに今の髪形は光宗公の画像を見せて こんなんにしてください と言って完成しました」という発言がある[12]。
  - インディーズ時代から長らくドラムセットはクラッシュ2枚ライド1枚のいわゆる3点セットを愛用していたが、最近はチャイナシンバルを1枚加えたドラムセットとなっている。
  - 右肩と両足の脹脛に刺青を入れている。
  - 日向と大山との間ではイフリートと呼ばれていた。
  - another sunnydayのMVで女装を披露したこともある。
  - 2017年11月 Zantöの活動を開始。[13]
  - 2018年8月 ホリエアツシとともに長崎市の観光大使に就任する。
  - ライブの演奏の際は裸足である。

- ひなた ひでかず（1976年12月4日 - ） 
  - 東京都町田市出身。通称「ひなっち」、『町田のヤンキー』。
  - 元ART-SCHOOL、元ZAZEN BOYS。現在はFULLARMOR、Entity Of Rude (EOR)、Nothing's Carved In Stone、killing Boyでも活動している。加入当時は「レギュラープレイヤー」という位置付けであった。2004年に正式加入。
  - ライブでは非常にアグレッシブなプレイを展開しており、フロントマンのホリエよりも目立つこともしばしば。演奏中に客を煽ることもある。
  - 他メンバーに比べファッションが派手な為目立ち、髪型はしょっちゅう変わる。
  - 主に使用しているベースはFender PRECISION BASS (3Tone Sunburst)
  - 尊敬するベーシストはRed Hot Chili Peppersのフリーであると公言している。
  - 元々はヒップホップやR&Bしか聴いていなかったが、ART-SCHOOLの結成前に木下理樹と出会った時に初めてウィーザーやニルヴァーナといったロックバンドの楽曲を聴き、衝撃を受けたという[14]。
  - 幼少時代は「一通りヤンチャした」らしい（NHK・トップランナーでのコメント）。「家でギター、ベースの練習をしつつ、外では(パンチをするそぶりを見せる)みたいなことしてました。」ともコメント。
  - 本人曰く「止まっちゃうのが凄く嫌で、動いてないと音楽できなくなっちゃうタイプ」だという[15]。
  - misonoのシングル「挫折地点」の作曲とプロデュースも手掛けていた。
  - 登山が趣味で、全国各地の山に登りに行っている。ナカヤマ、大山も日向の登山に参加した経験がある。

- おおやま じゅん（1978年5月11日 - ） 
  - 群馬県出身。通称『OJ』。使用機材はフェンダー・ジャズマスター。立ち位置はホリエの斜め後ろ。
  - 日向とART-SCHOOLでデビュー、後に日向と共に脱退。another sunnydayでも活動している。2008年に正式加入。
  - 2007年の『LINEAR』ツアーの群馬公演後、ライブを観に行った大山がライブの打ち上げに参加した際に、バンド加入の話が持ち上がったことがストレイテナーへ加入するキッカケとなった。だが本当は2006年のツアーでも誘われており、このとき大山がナース合コンに参加したためライブに来れず、再会が流れたというエピソードがある。ホリエ曰く「懲りずにまた誘った」。
  - ストレイテナー加入について他のメンバー3人は打ち上げで話が出た時点で満場一致だったという。ナカヤマ曰く「何のしがらみもない加入」。
  - 加入以前の楽曲ではピアノを弾くホリエの替わりにギターを務めたり（「SIX DAY WONDER」「MARCH」など）、打ち込みパートをギターで弾く（「DISCOGRAPHY」など）などの役割も担っている。
  - ギター以外では「AFTER THE CALM」「THE NOVEMBERIST」ではピアノを弾いたり、「YES SIR」ではブルースハープを吹くなど器用である。また、「CRY」でトライアングルを鳴らしているのは大山である。
  - ナカヤマ同様に絵を描くのが得意であり、『STOUT』のジャケットやブックレットのイラストも手がけている。またART-SCHOOL時代にもEPのジャケ写や1stアルバムのブックレートのイラストを描いていた。
  - Hello Miss Weekendツアー初日のライブでは緊張のあまりか「顔面蒼白でマイケル・ジャクソンみたいだった(ホリエ談)」らしい。
  - 煙草を止められないため最近は電子たばこを使用している。
  - 2017年「下北沢ギタリスト会」[16]として下北沢でイベントを開催。後に、大阪(2017年12月)、名古屋(2018年7月)でも開催。
  - 2017年12月 MUSIC & MOVIE MEDIA「ミトサン」で下北沢のバーを舞台にゲストがお酒を交わしながらちょっとしたお悩みを相談していくトーク番組『大山さん』を開始。[17]
  - ストレイテナーの宣伝を条件[18]にアイスムの新成人応援企画[19]でハタチの自分へ手紙を書いている[20]。矢野顕子がコメント[21]するなどミュージシャンなどから高評を得ている。

## 来歴
- 1998年
  - ホリエとナカヤマの2人でストレイテナーを結成、始動。 渋谷、下北沢、新宿、八王子などでライブ活動。
- 2000年
  - 6月25日 インディーズ1stシングル「戦士の屍のマーチ」をリリース。
  - 7月25日 インディーズ1stミニアルバム「STRAIGHTEN IT UP」をリリース。
  - 12月10日 インディーズ2ndシングル「ANOTHER DIMENTIONAL e.p」をリリース。
- 2001年
  - 1月10日 インディーズ2ndミニアルバム「ERROR」をリリース。
  - 8月25日 the PeteBest とのスプリットアルバム「DRAGORUM」をリリース。
- 2002年
  - 4月5日 インディーズ3rdミニアルバム「SKELETONIZED」をリリース。
  - 10月9日－自主レーベルghost records設立、マキシシングル「SILVER RECORD」をリリース。
- 2003年
  - 4月16日 自主レーベルghost recordsよりマキシシングル「Silent Film Soundtrack」をリリース。
  - 7月31日－渋谷CLUB QUATTROで行われたELLEGARDEN主催のライブより、日向がサポートメンバーとして参加。
  - 8月31日 "RUSH BALL"のオープニングアクトとして初の夏フェス出演。
  - 10月よりASIAN KUNG-FU GENERATIONとの全国7ヶ所対バンツアー。
  - 10月16日－『TRAVELING GARGOYLE』でメジャーデビューを果たす。
- 2004年
  - 日向秀和が正式加入。
  - 1月より関東InterFMにて初のレギュラーラジオ"RADIO CONTROL"スタート。9月まで行う。
  - 1月21日 初のフルアルバムとなるメジャー1stアルバム「LOST WORLD'S ANTHOLOGY」をリリース。
  - 6月23日 メジャー1stミニアルバム「ROCK END ROLL」をリリース。「ROCKSTEADY」のリテイクバージョン収録。
  - 8月8日 ROCK IN JAPAN FES.2004に初出演。
  - 12月1日 両A面のメジャー3rdシングル「KILLER TUNE / PLAY THE STAR GUITAR」をリリース。 「KILLER TUNE」がアジア地域でのパワープレイMTV "buzz asia"を獲得。
- 2005年
  - 1月26日 メジャー2ndアルバム「TITLE」をリリース。
  - 8月13日 14日東京、大阪にて"SUMMER SONIC 05'"に初出演。
- 2006年
  - 3月8日 メジャー3rdアルバム「Dear Deadman」発売。
  - 4月より九州6局ネットレギュラーラジオ"Deadman's RADIO"スタート。6月まで行う。
  - 7月29日"FUJI ROCK FESTIVAL 06'"初出演。WHITE STAGEにてアクトを務める。
  - 8月19日"RISING SUN ROCK FESTIVAL 2006"初出演。メインステージにてアクトを務める。
- 2007年
  - 1月10日 メジャー7thシングル「SIX DAY WONDER」がオリコン・ウィークリーチャート初登場8位にチャートイン。
  - 3月7日 メジャー4thアルバム「LINEAR」をリリース。オリコン初登場7位にチャートイン。
  - 2月より10月までの9ヶ月にわたり全国53ヶ所にてツアー"LINEAR MOTOR CITY TOUR"を敢行。初の全都道府県制覇、6月30日初の幕張メッセワンマンライブを行う。
  - 11月4日 自主企画ライブイベント ストレイテナーpresents"BROKEN SCENE"開催。
  - 11月21日 メジャー2ndミニアルバム「Immortal」をリリース。
  - 12月30日 "COUNTDOWN JAPAN 07/08"にてメインステージのヘッドライナーを務める。
- 2008年
  - 10月1日 大山純が正式加入。4人での初音源となる「Black Hole」を配信限定で発表。
- 2009年
  - 2月11日 メジャー5thアルバム「Nexus」をリリース。オリコン初登場5位にチャートイン。
  - 3月より全国ツアー"Nexus Tour"を敢行。ファイナルを初の日本武道館で行う。
- 2010年
  - 3月3日 メジャー6thアルバム「CREATURES」をリリース。オリコン初登場10位にチャートイン。
- 2011年
  - 1月12日 新曲（VANISH）＋セルフカバー集「STOUT」をリリース。
  - 8月3日 メジャー7thアルバム「STRAIGHTENER」をリリース。
- 2012年
  - 6月13日 新曲（シンクロ）＋アコースティックセルフカバー集「SOFT」をリリース。
  - 初のアコースティックツアー"SOFT ACOUSTIC TOUR"を敢行。全国8カ所、ファイナルを渋谷公会堂で行う。
  - 10月17日 メジャー15thシングル「From Noon Till Dawn」をリリース。テレビ東京系ドラマ「勇者ヨシヒコと悪霊の鍵」オープニングテーマに決定。
- 2013年
  - 2月17日 ストレイテナー 10th Anniversary 2013.2.17 Live at 日本武道館「21st CENTURY ROCK BAND」を行う。ライブに先駆けてファン投票が行われ、上位30曲が演奏された。2ndアルバム「TITLE」収録の「SAD AND BEAUTIFUL WORLD」がファン投票第1位となる。
  - 5月1日 ベストアルバム「21st CENTURY ROCK BAND」をリリース。
  - 5月から12月にかけて2度目となる全国47都道府県ツアーを敢行。
  - 9月11日 メジャー3rdミニアルバム「Resplendent」をリリース。
  - 12月17日より"TOKYO FM present EARTH×HEART PROJECT ASIAN KUNG-FU GENERATION×STRAIGHTENER -10th Anniversary- ASIA CIRCUIT"としてASIAN KUNG-FU GENERATIONと共に韓国、シンガポール、台湾の3カ国をまわるツアーを敢行。
- 2014年
  - 10月22日 メジャー8thアルバム「Behind The Scene」をリリース。オリコン初登場4位にチャートイン。
- 2015年
  - 2月4日より"Behind The Scene TOUR"を敢行。ファイナルは台湾での初ワンマン公演を行う。
  - 4月22日 メジャー18thシングル「The Place Has No Name」をリリース。テレビ東京系ドラマ「不便な便利屋」オープニングテーマに決定。
  - 8月5日 バンド初となるライブアルバム「Behind The Tokyo」をリリース。"Behind The Scene TOUR" 追加公演、豊洲PIT2daysの模様を収録。
- 2016年
  - 5月18日 メジャー9thアルバム「COLD DISC」をリリース。オリコン・ウィークリーチャート初登場6位にチャートイン。
- 2017年
  - 2月23日 Twitter発コラボ企画 漫画「シャープさんとタニタくんRT」ストレイテナーテーマソング「月に読む手紙」CD付き特装版をリリース。新曲CD付きコミックスというコラボが実現。
  - 10月18日 ストレイテナー トリビュートアルバム 「PAUSE 〜STRAIGHTENER Tribute Album〜」 リリース。「SAD AND BEAUTIFUL WORLD」のセルフカバーも収録されており、2013年に行われた10周年ライブで披露したアレンジとなっている。
  - 11月15日 秦基博とのコラボシングル「灯り」をリリース。ハウステンボス 2017星のクリスマスTVCMソングに決定。
- 2018年
  - 4月11日　シングル「The Future Is Now/タイムリープ」をリリース。
  - 4月28日　ARABAKI ROCK FEST.18の初日のトリを務め、デビュー20周年を記念したスペシャルセッションを行い、布袋寅泰など共演をした。[22]
  - 5月23日　メジャー10thアルバム「Future Soundtrack」をリリース。
  - 6月12日　新ベストアルバム『BEST of U -side DAY- / -side NIGHT-』の発売決定に伴い、収録曲を決めるためのファン投票が6月12日～8月17日まで行われる。
  - 7月11日　新曲「Braver」の配信が開始。MVが公開される。
  - 8月17日　長崎市の出身であるホリエアツシとナカヤマシンペイの二人が長崎市の観光大使に任命され、就任式に出席する。
  - 8月20日　8月26日までの1週間、渋谷駅田園都市線改札口にて「2019.1.19 21st ANNIVERSARY ROCK BAND at 幕張イベントホール」のストレイテナー特大ポスターが展開される。
  - 8月25日　10月17日発売のベストアルバム『BEST of U -side DAY- / -side NIGHT-』の収録曲を決めるファン投票の開票イベントが恵比寿ザ・ガーデンルームにて開催される。
  - 10月18日　ベストアルバムの発売を記念しての特番がLINE LIVEにて生放送される。MVの鑑賞、アコースティックセッションの他、大山が持ち込んだ燻製料理の試食などが行われた。
- 2019年
  - 1月19日　20周年の締めくくりとして、ワンマンライブ「21st ANNIVERSARY ROCK BAND」at 幕張メッセ イベントホールが行われた。秦基博がゲスト出演し、「灯り」がコラボとしては初披露された。
  - 3月11日　『長崎〇〇LOVERSミーティング＆マーケット』にホリエアツシが出演。トークショーを行ったほか、アコースティックギターによる生演奏で『LOVERS IN NAGASAKI』を披露。
  - 3月27日　ワンマンライブ「21st ANNIVERSARY ROCK BAND」にて初披露された楽曲『スパイラル』が配信リリース。
  - 2019年秋よりナカヤマシンペイを中心にYouTubeにて「ストレイテナーサブチャンネル」の運営を開始する。メンバーによるトークやライブハウスの楽屋撮影、大山純のメイク動画、ホリエ・ナカヤマによるロケなど様々な企画が行われた。
  - 10月9日　5曲入りミニアルバム『Blank Map』をリリース。先行配信されていた「スパイラル」の他、2019年秋以降のライブでSEとして使用される「STNR Rock and Roll」を収録。
  - 10月18日～11月1日、ASIAN KUNG-FU GENERATION、ELLEGARDENとともに「NANA-IRO ELECTRIC TOUR 2019」を開催。名古屋公演では後藤正文、細美武士とともに「ROCKSTEADY」を披露した。
  - 10月19日　初の日比谷野外大音楽堂でのワンマンライブ「Fessy」を開催。アコースティックとエレクトリックの二部構成で行われた。
  - 10月26日～12月19日「Drawing A Map TOUR」を開催。

- 2020年
  - 4月8日　シングル「Graffiti」リリース。
  - 9月5日　初となる配信ライブ「TITLE COME BACK SHOW」を開催。リリースから15年経つメジャー2nd Album『TITLE』の全曲演奏を行った。
  - 10月14日　配信シングル「叫ぶ星」リリース。
  - 11月11日　配信シングル「さよならだけがおしえてくれた」リリース。
  - 12月2日　アルバム『Applause』リリース。
  - 12月17日　渋谷CLUB QUATTROにて2020年唯一のワンマンライブを開催。

- 2021年
  - 1月～2月　「Applause TOUR」を開催。
  - 10月～12月　「Crank In TOUR」を開催。
  - 11月17日　5曲入りミニアルバム『Crank Up』リリース。

- 2023年
  - 4月～7月　「Silver Lining Tour」を開催。
  - 10月11日、4人になってからの楽曲を集めたベストアルバム『フォーピース』発売。
  - 10月15日、結成25周年を記念して3度目となる日本武道館公演を開催。

## ミュージックビデオ
| 監督                         | 曲名 |
| YES                          | 「BIRTHDAY」「KILLER TUNE (Natural Born Killer Tune Mix)」 |
| ウスイヒロシ                 | 「KILLER TUNE」 |
| 遠藤主任                     | 「A SONG RUNS THROUGH WORLD」「Ark」「Farewell Dear Deadman」「MAGIC WORDS」「REMINDER」「TENDER」                                                                                  |
| 遠藤雄二                     | 「SILVER STAR」「TRAVELING GARGOYLE」 |
| 岡川太郎                     | 「THE REMAINS」 |
| 栗田裕介                     | 「クラッシュ」 |
| くろやなぎてっぺい           | 「ALIBI」「Black Hole」 |
| 小嶋貴之                     | 「A LONG WAY TO NOWHERE」「CLONE」「From Noon Till Dawn」「Lightning」「Little Miss Weekend」「Magic Blue Van」「Man-like Creatures」「Toneless Twilight」「VANDALISM -Prototype-」 |
| 清水康彦                     | 「BERSERKER TUNE」「DISCOGRAPHY」「Melodic Storm」「TODAY」 |
| ストレイテナー               | 「POSTMODERN」 |
| ストレイテナー with 小嶋貴之 | 「YOU and I」「羊の群れは丘を登る」 |
| ストレイテナー vs 小嶋貴之   | 「VANISH」 |
| 田村和之                     | 「シンクロ」 |
| 野口正人                     | 「ANOTHER DIMENSIONAL」「The Novemberist」 |
| 番場秀一                     | 「シンデレラソング」 |
| MASAO(マサオ)                | 「ROCKSTEADY」 |
| 不明                         | 「COLD SLEEP」「SIX DAY WONDER」「Super Magical Illusion」「TRAIN」 |

## タイアップ一覧
| 使用年 | 曲名                  | タイアップ                                                                                    |
| ------ | --------------------- | --------------------------------------------------------------------------------------------- |
| 2003年 | TRAVELING GARGOYLE    | 北海道テレビ『NO MATTER BOARD（'03-'04シーズン）』10月度オープニング/11月度エンディングテーマ |
| 2004年 | TENDER                | テレビ東京系『JAPAN COUNTDOWN』2004年2月度エンディングテーマ                                  |
| 2005年 | KILLER TUNE           | テレビ東京系『JAPAN COUNTDOWN』2005年1月度エンディングテーマ                                  |
| 2006年 | Melodic Storm         | 北海道テレビ『NO MATTER BOARD（'05-'06シーズン）』2006年1月度エンディングテーマ               |
| 2006年 | Sad Code              | NHK-FM『ミュージック・スクエア』2006年2・3月度エンディングテーマ                              |
| 2007年 | TRAIN                 | TOYOTA「TOYOTA BIG AIR」CMソング                                                              |
| 2007年 | TRAIN                 | 北海道テレビ『NO MATTER BOARD（'06-'07シーズン）』2007年2月度オープニングテーマ               |
| 2007年 | TODAY                 | ABCテレビ『ビーバップ!ハイヒール』11月度エンディングテーマ                                    |
| 2009年 | Lightning             | 長崎国際テレビ『AIR』2月度オープニングテーマ                                                  |
| 2009年 | CLONE                 | アスミック・エース配給映画『戦慄迷宮3D THE SHOCK LABYRINTH』主題歌                            |
| 2012年 | From Noon Till Dawn   | テレビ東京系ドラマ24『勇者ヨシヒコと悪霊の鍵』オープニングテーマ                              |
| 2013年 | シンデレラソング      | 読売テレビ『キューン!』9月度エンディングテーマ                                                |
| 2013年 | BLACK DYED            | 日本テレビ MIDNITEテレビシリーズ『PERSON of INTEREST 犯罪予知ユニット』後期エンディングテーマ |
| 2013年 | SCARLET STARLET       | バンダイナムコゲームスソーシャル版RPG『テイルズ オブ リンク』テーマソング                     |
| 2014年 | Asshole New World     | NBC長崎放送『MUSIC WOLF』エンディングテーマ                                                   |
| 2015年 | The Place Has No Name | テレビ東京系ドラマ24『不便な便利屋』オープニングテーマ                                        |
| 2016年 | 原色                  | 映画『U-31』主題歌                                                                            |
| 2017年 | 月に読む手紙          | コミックス『シャープさんとタニタくんRT』テーマソング                                          |
| 2017年 | 灯り                  | ハウステンボス「ハウステンボス 2017 星のクリスマス」CMソング                                  |
| 2018年 | Boy Friend            | テレビ朝日系ドラマ『静おばあちゃんにおまかせ』主題歌                                          |
| 2018年 | The Future Is Now     | スマートフォン用ゲームアプリ『デジモンリアライズ』主題歌                                      |
| 2018年 | Braver                | UHFアニメ『アンゴルモア 元寇合戦記』オープニングテーマ                                        |
| 2018年 | Braver                | 長崎国際テレビ『AIR』9月度オープニングテーマ                                                  |
| 2021年 | 宇宙の夜 二人の朝     | フジテレビ系『Love music』2021年10月度エンディングテーマ                                      |
| 2024年 | Skeletonize!          | WOWOW連続ドラマW『ゴールデンカムイ -北海道刺青囚人争奪編-』第7話エンディングテーマ            |

## ヘビーローテーション/パワープレイ

### テレビ
| 放送年 | 曲名                         | ヘビーローテーション/パワープレイ         |
| ------ | ---------------------------- | ----------------------------------------- |
| 2003年 | TRAVELING GARGOYLE           | 長崎国際テレビ『AIR』10月度Catch Up!      |
| 2006年 | Melodic Storm                | スペースシャワーTV 2006年1月度POWER PUSH! |
| 2015年 | NO 〜命の跡に咲いた花〜      | 長崎国際テレビ『AIR』8月度Catch Up!       |
| 2020年 | さよならだけがおしえてくれた | 石川テレビ『N-18凸』12月の凸tune          |

## 主なライブ

### ワンマンライブ・主催イベント
- 2021年1月15日〜2021年2月28日 - Applause TOUR

## その他の活動

### インターネット
- MUSIC&PEOPLE(GyaOで2007年2月16日からインタビューとPVを放送)

### ラジオ
- Deadman's radio（2006年4月〜6月に九州地方のFM局のみで放送された）
- サウンドクリエイターズ・ファイル（2021年1月10日～全4回、NHK-FM）[47]

### インターネットラジオ
- SCHOOL OF LOCK!,スマホLOCKS! （JFN,TOKYO FM、2013年5月6日―23日）

### テレビドラマ
- 不便な便利屋 2016 初雪（2016年12月30日、テレビ東京） ※ カメオ出演 [48]

### スチル
- FMPORTTIMETABLE2007年02月号内GUEST★BOOK